# NGC 3601
NGC 3601 é uma galáxia espiral (Sab) localizada na direcção da constelação de Leo. Possui uma declinação de +05° 06' 56" e uma ascensão recta de 11 horas, 15 minutos e 33,2 segundos.
A galáxia NGC 3601 foi descoberta em 22 de Março de 1865 por Albert Marth.